# Thecla metunira
Thecla metunira är en fjärilsart som beskrevs av William Chapman Hewitson. Thecla metunira ingår i släktet Thecla och familjen juvelvingar. Inga underarter finns listade i Catalogue of Life.